# Euzebya rosea
Euzebya rosea es una especie de bacteria grampositiva del género Euzebya. Fue descrita en el año 2018. Su etimología hace referencia a rosa. Es aerobia e inmóvil. Tiene un tamaño de 0,4 μm de ancho por 1,5-4 μm de largo. Catalasa positiva. Forma colonias lisas, convexas y de color rosa en agar MA. Temperatura de crecimiento entre 15-45 °C, óptima de 25-30 °C. Tiene un contenido de G+C de 71,3%. Se ha aislado de aguas marinas superficiales en el Mar de la China Oriental. 